# Rimbo IF
Rimbo IF, bildad 1911, är en sportklubb i Rimbo i Sverige. Klubben bedriver fotboll, ishockey och bordtennis. Tidigare har även friidrott och handboll utövats. Bordtennissektionen återinfördes 2012 och är idag aktiv på motionsnivå. Damlaget i bordtennis låg i allsvenskan 1961-1964 och den främsta spelaren, Vanja Wannerhed, har erövrat ett SM-guld i mixed dubbel.
Rimbo IF äger och driver idrotts- och festplatsen Arkadien i Rimbo.